# St. Katharina (Dössel)

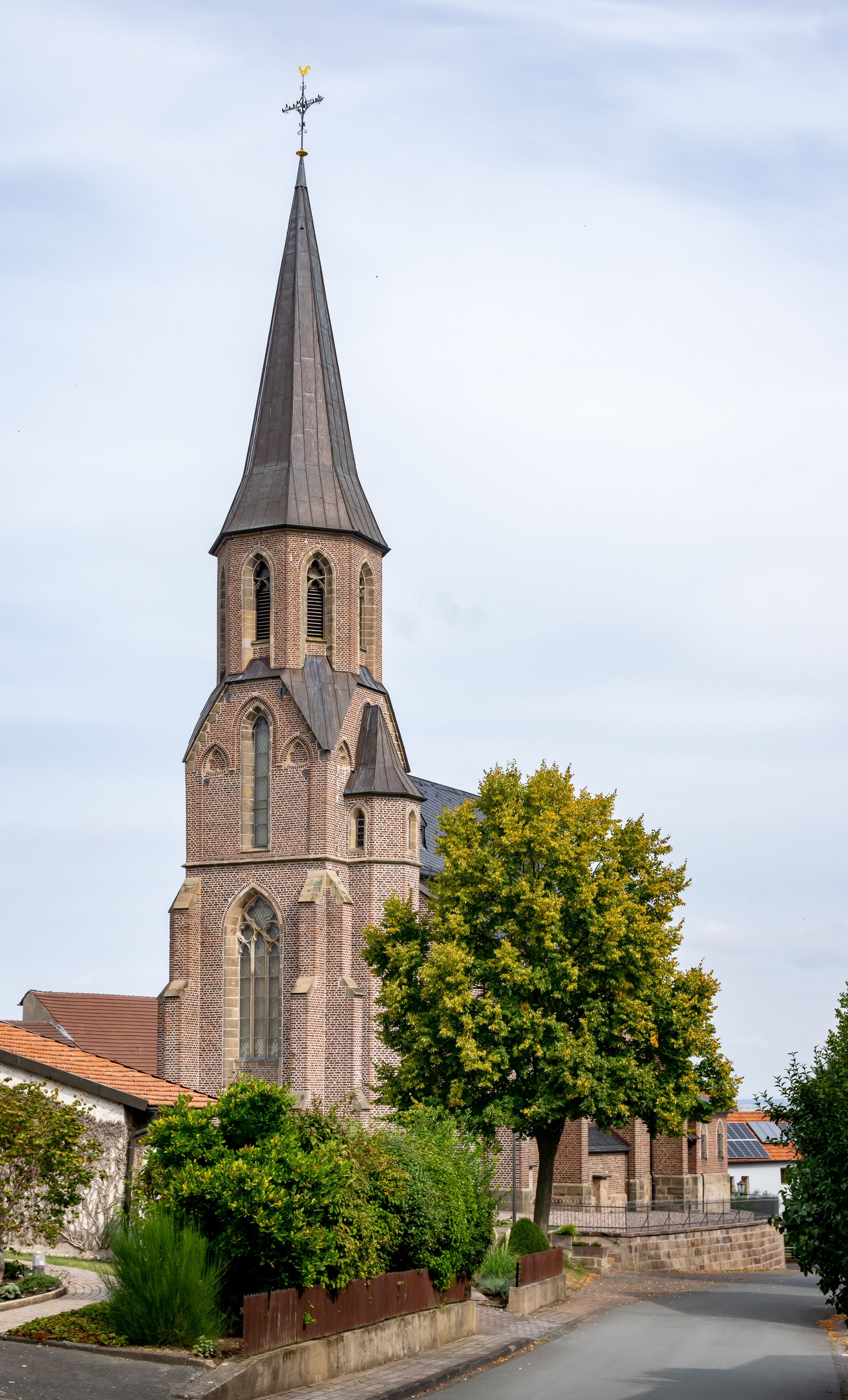
Dössel, St. Katharina

Die römisch-katholische, denkmalgeschützte Pfarrkirche St. Katharina steht in Dössel, einem Gemeindeteil der ostwestfälischen Stadt  Warburg im Kreis Höxter von Nordrhein-Westfalen. Die Kirchengemeinde gehört zum Pastoralverbund Warburg Stadt und Land im Dekanat Höxter des Erzbistums Paderborn.

## Beschreibung
Die neugotische Hallenkirche aus Backsteinen wurde 1858–64 nach einem Entwurf von Arnold Güldenpfennig erbaut. Sie besteht aus einem Langhaus mit Mittelschiff und zwei Seitenschiffen, einem eingezogenen Chor mit Fünfachtelschluss im Osten, deren Wände von Strebepfeilern gestützt werden, und einem Kirchturm im Westen, dessen achteckiges oberstes Geschoss den Glockenstuhl beherbergt, in dem seit 2002 vier Kirchenglocken hängen, und der mit einem achtseitigen Knickhelm bedeckt ist.
Der Innenraum des Langhauses ist mit einem Kreuzgratgewölbe überspannt, das auf Pfeilern ruht, die das Mittelschiff von den Seitenschiffen abgrenzen. Der Chor ist innen mit einem Kreuzrippengewölbe bedeckt. Zur Kirchenausstattung gehören ein Hochaltar und Seitenaltäre aus dem vierten Viertel des 19. Jahrhunderts.